# Botanophila verticella
Botanophila verticella är en tvåvingeart som först beskrevs av Zetterstedt 1838.  Botanophila verticella ingår i släktet Botanophila och familjen blomsterflugor. Arten är reproducerande i Sverige. Inga underarter finns listade i Catalogue of Life.